# Mytilinidiales
Mytilinidiales é uma ordem de fungos da classe Dothideomycetes.

## Famílias
- Mytilinidiaceae
- Gloniaceae